# Nova Albion
Nova Albion of New Albion (Nederlands: Nieuw-Albion) was de naam die de Engelse ontdekkingsreiziger Sir Francis Drake in 1579 aan een stuk van de Noord-Amerikaanse westkust gaf. Drake voer van 1577 tot 1580 de wereld rond. Toen hij aan de westkust van Noord-Amerika aankwam, noemde hij het "Nova Albion" en claimde hij het land voor koningin Elizabeth I. Vermoedelijk landde Drake ergens in Noord-Californië: Drakes Bay ten noorden van San Francisco is een goede kanshebber. Op 16 oktober 2012 werd de plaats van Drakes landing officieel erkend door de Amerikaanse overheid. Op die datum werd het Drakes Bay Historic and Archeological District aangeduid als National Historic Landmark. Er zijn echter nog verschillende andere theorieën in omloop, met mogelijke landingsplaatsen in Californië, Oregon en zelfs Brits-Columbia.
Albion ('de witte') is een oude naam voor Groot-Brittannië en verwijst naar de krijtrotsen van Dover.